# L'Indiscrétion
L'Indiscrétion est un film français réalisé par Pierre Lary en 1981 et sorti en 1982.

## Synopsis
Technicien sur une plate-forme de forage, Alain Tescique prend quelques jours de vacances à Paris. Logeant dans l'appartement d'un ami, il surprend les conversations du couple de voisins d'en face.

## Fiche technique
- Titre : L'Indiscrétion
- Réalisation : Pierre Lary
- Scénario : Pierre Lary, Alain Morineau et Jean-Claude Carrière
- Photographie : William Lubtchansky
- Musique : Éric Demarsan
- Montage : Jean-Yves Rousseau
- Son : Pierre Befve et Jack Jullian
- Décors : Serge Douy
- Assistants-réalisateur : Claire Chevauchez et Marc Guilbert
- Producteur délégué : Alain Terzian
- Directeur de production : Pierre Pardon
- Affiche Philippe Lemoine
- Pays d'origine :  France
- Format : couleur — 1,33:1 — son mono
- Genre : Drame
- Durée : 94 minutes
- Date de sortie : 21 juillet 1982

## Distribution
- Jean Rochefort : Alain Tescique
- Jean-Pierre Marielle : Daniel
- Dominique Sanda : Béatrice
- Jean-Hugues Anglade : Jean-François, le fils d'Alain
- Roland Bertin : le commissaire
- Philippe Laudenbach : Boutté
- Dominique Erlanger : la femme dans le métro
- Jean-Claude Martin : le boucher
- Alexandre Rignault : M. Nucera
- Benoît Régent : l'employé de la FNAC
- Mario Pilar : Luis
- Dimitri Radochevitch : le taxi bougon
- Catherine Carrel : l'employée de la laverie
- Rémy Carpentier : M. Bassereau
- Steve Kalfa : Pommerand
- Américo Sousa : le patron de la boulangerie
- Éric Naggar : le jeune homme du studio
- Xavier Tamalet : l'Occitan #1
- Christian Poulizac: l'Occitan #2
- Catherine Privat : la jeune femme pâle
- Jean-Francis Held : le journaliste
- Patrick Poivre d'Arvor : lui-même à Antenne 2
- Maria-Carmen Ariza (voix)
- Pauline Larrieu (voix)
- Fred Personne : (voix)
- Realf Ottesen : collègue sur la plateforme